# John Robarts
Pour les articles homonymes, voir Robarts.
John Parmenter Robarts (né le 11 janvier 1917, mort le 18 octobre 1982) était un avocat et homme politique canadien. Ministre de l'Éducation de l'Ontario entre 1959 et 1961, il a été premier ministre de l'Ontario de 1961 à 1971. Il fut l'un des avocats de Power corporation.

## Biographie
Il a été membre du Barreau de l'Ontario depuis 1947. Il a pratiqué le droit à London, en Ontario, où il a été ailleurs élu conseiller municipal en 1948. Trois ans plus tard, il a été élu député à l'assemblée législative de la province. À cette époque, les députés travaillaient à temps partiel en raison de leurs obligations relativement légères. Il prenait le train pour se rendre au travail à Toronto, tandis que sa famille restait à London. Sa femme détestait Toronto. Pendant leur mariage elle choisit rester à London. Ils ont eu deux enfants.
Robarts entrait dans le cabinet de Leslie Frost en 1958 en tant que ministre sans portefeuille. Il était promu au poste de ministre de l'education la prochaine année quand la province était en pleine construction d'un système d'education gigantesque qui accueilleraient la génération baby-boom. Robarts jouait un rôle important dans l'établissement de la nouvelle York University à Toronto.
Il a servi dans la marine pendant la Seconde Guerre mondiale terminant avec le grade de lieutenant.
À la fin de sa vie, affaibli par plusieurs accidents vasculaires cérébraux, il se suicide.